# Francesco Condulmer
Pour les autres membres de la famille, voir Famille Condulmer.
Francesco Condulmer, dit le cardinal de Venise (né v. 1410 à Venise, Italie, alors dans la république de Venise, et mort à Rome le 30 octobre 1453) est un cardinal italien du XVe siècle, camerlingue puis doyen du Collège des cardinaux.

## Biographie

### Famille
Francesco est issu de la famille Condulmer. Il est le neveu du pape Eugène IV, le petit-neveu du pape Grégoire XII.
Il devient protonotaire apostolique et vice-camerlingue de la Sainte Église.

### Carrière ecclésiastique
Son oncle, le pape Eugène IV, le crée cardinal lors du consistoire du 19 septembre 1431.
Le cardinal Condulmer est administrateur du diocèse de Narbonne entre 1433 et 1436 et du diocèse d'Amiens entre 1436 et 1437. 
En 1437, il est nommé évêque de Besançon et en 1438 transféré à Vérone. Le cardinal Condulmer est Camerlingue de la Sainte Église romaine de 1432 à 1439. À partir de 1437, il est aussi vice-chancelier apostolique.
À plusieurs reprises il est légat apostolique, notamment à Constantinople pour préparer l'union avec les grecs au concile de Florence de 1438. En 1443, il est nommé légat aux Marches d'Ancône.
Le cardinal Condulmer participe au conclave de 1447 (élection de Nicolas V). En 1451, étant le cardinal-évêque le plus âgé, il devient doyen du Collège des cardinaux.

Le cardinal Condulmer fait bâtir un palais sur les ruines du théâtre Pompeo, près du Campo de' Fiori.